# Bak-Dainan
Bak-Dainan är en sjö i Vilhelmina kommun i Lappland och ingår i Ångermanälvens huvudavrinningsområde. Sjön har en area på 0,357 kvadratkilometer och ligger 514,9 meter över havet. Bak-Dainan ligger i Marsfjället Natura 2000-område. Sjön avvattnas av vattendraget Dainabäcken.

## Delavrinningsområde
Bak-Dainan ingår i det delavrinningsområde (721025-151513) som SMHI kallar för Utloppet av Bak-Dainan. Medelhöjden är 560 meter över havet och ytan är 6,71 kvadratkilometer. Det finns inga avrinningsområden uppströms utan avrinningsområdet är högsta punkten. Dainabäcken som avvattnar avrinningsområdet har biflödesordning 3, vilket innebär att vattnet flödar genom totalt 3 vattendrag innan det når havet efter 336 kilometer. Avrinningsområdet består mestadels av skog (88 procent). Avrinningsområdet har 0,36 kvadratkilometer vattenytor vilket ger det en sjöprocent på 5,3 procent.